# Campeonato Goiano Terceira Divisão 2016
In 2016 werd het vijftiende Campeonato Goiano Terceira Divisão gespeeld voor clubs uit de Braziliaanse staat Goiás. De competitie werd georganiseerd door de FGF en werd gespeeld van 20 augustus tot 23 oktober. Aparecida werd kampioen.
Umuarama gaf verstek voor de terugronde, alle wedstrijden werden als een 0-3 nederlaag aangerekend.

## Eindstand
| Plaats | Club         | Wed. | W | G | V | Saldo | Ptn. |
| ------ | ------------ | ---- | - | - | - | ----- | ---- |
| 1.     | Aparecida    | 8    | 7 | 1 | 0 | 16:2  | 22   |
| 2.     | Monte Cristo | 8    | 5 | 1 | 2 | 15:6  | 16   |
| 3.     | Itaberaí     | 8    | 4 | 1 | 3 | 15:11 | 13   |
| 4.     | Raça         | 8    | 2 | 0 | 6 | 6:13  | 6    |
| 5.     | Umuarama     | 8    | 0 | 1 | 7 | 4:24  | 1    |

|  | Kampioen, promotie naar Segunda Divisão |
|  | Promotie naar Segunda Divisão           |

### Kampioen
| Campeonato Goiano de 2016 - Terceira Divisão |
| Goias                                        |
| -------------------------------------------- |
| APARECIDA Kampioen (1° titel)                |